# 五佐
五佐，谓佐天行德的五星，五星又为五行之精，是上古五帝的属神（辅佐神）。

## 五佐神
- 句芒：春神。位於東方。蒼精之君，木官之臣。其帝太皥。其獸蒼龍。
- 祝融：夏神。位於南方。赤精之君，火官之臣。其帝炎帝。其獸朱雀。
- 后土[a]：土神。位於中央。黃精之君，土官之臣。其帝黃帝。其獸黃龍。
- 蓐收：秋神。位於西方。白精之君，金官之臣。其帝少皥。其獸白虎。
- 玄冥：冬神。位於北方。黑精之君，水官之臣。其帝顓頊。其獸玄武。

## 典籍記載
《禮記·月令》

孟春、仲春、季春，其日甲乙。其帝大皞，其神句芒。

孟夏、仲夏、季夏，其日丙丁。其帝炎帝，其神祝融。

中央土，其日戊己。其帝黃帝，其神后土。

孟秋、仲秋、季秋，其日庚辛。其帝少皞，其神蓐收。

孟冬、仲冬、季冬，其日壬癸。其帝顓頊，其神玄冥。 

《孔子家语·五帝》记载：
季康子问于孔子曰：“旧闻五帝之名，而不知其实，请问何谓五帝？”
孔子曰：“昔丘也闻诸老聃曰：‘天有五行，木、火、金、水、土，分时化育，以成万物，其神谓之五帝。’古之王者，易代而改号，取法五行，五行更王，终始相生，亦象其义。故其为明王者，而死配五行。是以太皞配木，炎帝配火，黄帝配土，少皞配金，颛顼配水。”

康子曰：“太皞氏其始之木何如？”

孔子曰：“五行用事，先起于木。木、东方。万物之初皆出焉。是故王者则之，而首以木德王天下。其次则以所生之行、转相承也。”

康子曰：“吾闻勾芒为木正，祝融为火正，蓐收为金正，玄冥为水正，后土为土正。此则五行之主而不乱。称曰帝者何也？”

孔子曰：“凡五正者，五行之官名。五行佐成上帝，而称五帝，太皞之属配焉。亦云帝，从其号。昔少皞氏之子有四叔，曰重，曰该，曰修，曰熙。实能金木及水，使重为勾芒，该为蓐收，修及熙为玄冥。颛顼氏之子曰黎，为祝融。龚工氏之子曰勾龙，为后土。此五者各以其所能业为官职，生为上公，死为贵神，别称五祀，不得同帝。”

《淮南子·天文训》記載：

何謂五星？

東方，木也，其帝太皞，其佐句芒，執規而治春。其神為歲星，其獸蒼龍，其音角，其日甲乙。

南方，火也，其帝炎帝，其佐朱明，執衡而治夏。其神為熒惑，其獸朱鳥，其音徵，其日丙丁。

中央，土也，其帝黃帝，其佐后土，執繩而制四方。其神為鎮星，其獸黃龍，其音宮，其日戊己。

西方，金也，其帝少昊，其佐蓐收，執矩而治秋。其神為太白，其獸白虎，其音商，其日庚辛。

北方，水也，其帝顓頊，其佐玄冥，執權而治冬。其神為辰星，其獸玄武，其音羽，其日壬癸。

《古今图书集成》記載：

春，其帝太皥，其神句芒。此蒼精之君，木官之臣。
（注：句芒，少皥氏之子，曰重，為木官。）

夏，其帝炎帝，其神祝融。此赤精之君，火官之臣。
（注：祝融，顓頊氏之子，曰犁，為火官。）

中央土，其帝黃帝，其神后土。此黃精之君，土官之臣。
（注：后土，亦顓頊氏之子，曰犁，兼為土官。）

秋，其帝少皥，其神蓐收。此白精之君，金官之臣。
（注：蓐收，少皥氏之子，曰該，為金官。）

冬，其帝顓頊，其神玄冥。此黑精之君，水官之臣。
（注：玄冥，少皥氏之子，曰修，曰熙，為水官。）

《與猶堂全書》記載：

五帝者。上古之神圣也。伏羲曰太昊（配于春）。神农曰炎帝（配于夏）。轩辕曰黄帝（配中央）。金天曰少昊（配于秋）。高阳曰颛顼（配于冬）。此之谓五帝也。五帝之目。见月令。

五佐者。上古之贤臣也。句芒司春（少昊之子重）。祝融司夏（颛贫(一作顼)之子黎）。后土居中（共工子句龍）。蓐收司秋（少昊之子该）。玄冥司冬（少昊之子熙）。此之谓五佐也。五佐之目。见月令。

## 備註
1. ↑  並非是道教的女神后土，而是顓頊氏之子（另一說是共工氏之子句龍），黃帝的属神。